# Grimaldia indica
Grimaldia indica là một loài rêu trong họ Aytoniaceae. Loài này được Stephani ex Kashyap mô tả khoa học đầu tiên năm 1916. Danh pháp khoa học của loài này chưa được làm sáng tỏ. 